# Santa Eufemia del Arroyo (kommunhuvudort)
Santa Eufemia del Arroyo är en kommunhuvudort i Spanien.   Den ligger i provinsen Provincia de Valladolid och regionen Kastilien och Leon, i den centrala delen av landet, 210 km nordväst om huvudstaden Madrid. Santa Eufemia del Arroyo ligger 716 meter över havet och antalet invånare är 139.
Terrängen runt Santa Eufemia del Arroyo är platt. Runt Santa Eufemia del Arroyo är det mycket glesbefolkat, med 7 invånare per kvadratkilometer. Närmaste större samhälle är Medina de Ríoseco, 18,4 km öster om Santa Eufemia del Arroyo. Trakten runt Santa Eufemia del Arroyo består till största delen av jordbruksmark.